# Google Buzz
Google Buzz fou un producte de Google. Era un servei que permetia als usuaris l'ús d'eines com l'intercanvi d'hipervincles, fotografies, vídeos i actualitzacions per mitjà de Gmail. Aquest producte va ser anunciat i llançat el 9 de febrer de 2010 i va tancar el 15 de desembre de 2011.
El portal va guanyar els Fiasco Awards de 2011, després competir amb altres nominats com Europeana, Del.icio.us, Keteké o MySpace, entre d'altres.

## Problemes de privadesa
Algunes accions que Google Buzz feia per defecte varen demostrar que podien ser perilloses per a la privadesa de l'usuari, com la selecció automàtica del grup de contactes, fallada en els sistemes d'anonimat dels missatges, publicar informació de vegades delicada públicament i permetent que sigui indexada pels cercadors, entre d'altres, el que va causar diverses demandes d'organitzacions civils, usuaris i fins i tot de governs com el del Canadà.